# 陳彥行
陳彥行（英語：Joyce Chan Yin Hang，1976年10月26日—），祖籍雲南，香港女演員，前香港無綫電視女藝員，為前香港數碼電台數碼一台主持人。

## 經歷
陳彥行為民國初年的雲南革命黨軍官黃毓英後裔(曾外孫女)。
早年於香港島北角居住，就讀新法書院（大坑分校），中學時代曾飛往加拿大留學，大學則考入美國加利福尼亞大學（University of California）大眾傳播系。
畢業後回港參加由無綫電視舉辦的無綫電視藝員訓練班第7期藝員進修班（1993年至1994年），同期學員包括陳展鵬及劉愷威，並順利畢業，畢業後正式成為無綫旗下女藝員，並開始接拍無綫劇集。
她曾在《邊緣故事》及《水餃皇后》跑龍套。其後於1996年開始被無綫電視力捧，在劇集《五個醒覺的少年》擔正女主角，往後亦在多部劇集擔任女主角或重要角色。由於辨識度很高，一度與傅明憲、曹眾、彭子晴及姚瑩瑩被捧為「無綫五美」。
1999年，陳彥行仍是無綫力捧花旦，其他力捧藝人則結集了部份由1996年至1998年曾被力棒的藝員。
2001年，在長篇處境喜劇《皆大歡喜》中的潑辣三姑娘「金日」一角，演技大獲好評，開始獲觀眾關注及留意，演技獲得認同。於劇中與飾演陳彥行二嫂的趙學而有許多對手戲，讓觀眾看得更是緊張。
2003年，無綫再開拍《皆》續集，陳彥行再次飾演「金日」一角，同樣也獲觀眾讚賞。陳彥行憑《皆大歡喜》系列的三姑娘多次被提名於無綫頒獎禮《萬千星輝頒獎典禮》的「本年度我最喜愛的女主角」以及「本年度我最喜愛的拍檔」。
2006年，陳彥行與無綫電視約滿後，結束與無綫電視12年賓主關係。其後陳彥行前往北京電影學院，成為研究生院表演系的一名學生。
2007年，修讀課程完成後，轉投亞洲電視並簽下部頭合约，成為旗下部頭合约女藝員，並演出亞視劇集及主持亞視節目。
2009年，離開亞洲電視。同年7月，擔任TVB“09年香港先生選舉”評判；同年10月11日（於11月1日播出）她更為《無敵獎門人惡鬥美女廚房》「獎門人」隊的參賽者之一。目前在D100電台與梁思浩和李麗蕊主持清談節目大家真風騷，大受歡迎。
陳彥行在娛樂圈中的好朋友有梅小惠、廖碧兒、薛家燕、阮兆祥、趙學而、謝天華、鄧兆尊、苑瓊丹、鍾嘉欣及馬浚偉等，基本上都是因為於2001年至2005年所拍攝之無綫電視處境喜劇《皆大歡喜》中合作所認識的，在長達四年的合作而成為知己。
2018年至2020年間，陳彥行及母親因遭佘姓理財顧問誤導而經銀行簽下港幣逾3000萬的高額保單。事件擾攘多時，陳彥行終於2021年12月在銀行、保險公司及其本人達成共識下，取回滿意的賠償。2021年12月27及28日，無綫電視綜合資訊節目《東張西望》播出陳彥行就此事之專訪，期間陳聲淚俱下，表示錯信他人，引來網民關注。
2024年7月，陳彥行在社交平台承認育有一名3歲女兒，而伴侶為圈外人。

## 演出作品

### 電視劇（無綫電視）
| 首播          | 劇名                  | 角色             | 性質       |
| 1995年        | 邊緣故事              |                  | 跑龍套     |
| 1995年        | 刑事偵緝檔案          | 同事             | 跑龍套     |
| 1995年        | 水餃皇后              | 余玉和           | 第三女主角 |
| 1996年        | 五個醒覺的少年        | 劉茵茵           | 第二女主角 |
| 1996年        | 西遊記                | 牛魔女／明 月    | 單元女主角 |
| 1997年        | 醉打金枝              | 玉真公主         | 第三女主角 |
| 1997年        | 大刺客之刺馬          | 凌 風            | 單元角色   |
| 1997年        | 鑑證實錄              | 趙詠妮（Winnie） | 單元角色   |
| 1998年        | 天地豪情              | 唐美儀（Nancy）  | 女配角     |
| 1998年        | 聊齋（貳）之鬼母痴兒  | 夏 雪            | 單元女主角 |
| 1998年        | 聊齋（貳）之魅影靈狐  | 苗阿秀           | 單元女主角 |
| 1998年        | 烈火雄心              | 吳美樂           | 女配角     |
| 1998年        | 西遊記（貳）          | 小雲雀           | 單元女主角 |
| 1998年        | 冤家宜結不宜解        | 辛小桃           | 閒角       |
| 1999年        | 反黑先鋒              | 查小麗（Happy）  | 女配角     |
| 1999年        | 茶是故鄉濃            | 鍾麗嫦           | 女配角     |
| 2000年        | 緣份無邊界            | 簡連弟           | 第三女主角 |
| 2000年        | 男親女愛              | 吳巧心（Apple）  | 女配角     |
| 2000年        | 陀槍師姐II            | 小龍女           | 女配角     |
| 2000年        | 雷霆第一關            | Jacky            | 女配角     |
| 2001年-2002年 | 皆大歡喜 (古裝電視劇) | 金 日（三姑娘）  | 女主角之一 |
| 2003年-2005年 | 皆大歡喜 (時裝電視劇) | 金 日（Today）   | 女主角之一 |
| 2005年        | 窈窕熟女              | 何其美           | 女配角     |
| 2006年        | 刑事情報科            | Fanny            | 客串       |

### 電視劇（其他）
| 首播   | 劇名                        | 角色   | 備註         |
| 1998年 | 天下有情之甜蜜蜜            | 康巧靈 | 中國大陸     |
| 2008年 | 十六不搭喜趣來              | 甘惠真 | 亞洲電視     |
| 2008年 | 火蝴蝶                      | 章學盈 | 亞洲電視     |
| 2010年 | 有房出租II                  | 鄭月娥 | 香港電台     |
| 2011年 | 非常平等任務2011            | 媽媽   | 香港電台     |
| 2012年 | 正斗中文之大牌檔茶餐廳      | 行 姐  | 香港電台     |
| 2013年 | 非常平等任務2013            | 何婉芬 | 香港電台     |
| 2014年 | 大凶捕                      | 林美玲 | 香港有線電視 |
| 2015年 | 沒有牆的世界5：看不到的障礙 |        | 香港電台     |
| 2017年 | 忘憂理髮店                  | Mandy  | 香港電台     |
| 2017年 | 滄海一粟(2008年拍攝)        | 張韻士 | 中國大陸     |

### 電影
| 首播   | 劇名                      | 角色               |
| 1996年 | 飛越校園                  | BoBo               |
| 1997年 | 初戀無限Touch             | Angie              |
| 1997年 | 超級無敵追女仔2之狗仔雄心 | 黑仔程梦中的行行   |
| 1997年 | 精裝難兄難弟              | 施家燕             |
| 1997年 | 夜半3點鐘                 | 阿四之友           |
| 1998年 | 行運一條龍                | 買車送阿水的假女友 |
| 1998年 | 面青青有排驚              | 阿妙               |
| 1998年 | 夜半無人屍語時            |                    |
| 2005年 | 唐伯虎飛秋香              | 秋香               |
| 2008年 | 你的列車牵我心            | 芝慧（冰美人）     |

## 節目主持（無綫電視）
- 1996年：完全智力遊戲
- 1996年：K-100
- 1996年：電視城分類快訊
- 1996年：大江南北
- 1997年：為食到台灣
- 1999年：瀛珍大作戰
- 2001年：魅力之旅

## 節目主持 （亞洲電視）
- 2007年—2008年：地膽
- 2018年：今晚見

## 節目嘉賓（無綫電視）
- 1995年：超級無敵獎門人
- 2009年：香港先生選舉（評判）
- 2009年：美女廚房 (第二輯)（第28集）
- 2013年：超級無敵獎門人終極篇（第16、30及31集）
- 2016年：Sunday好戲王（第11集）
- 2016年：我愛香港（第2集）
- 2017年：最佳拍檔_(無綫電視節目)（第11集）
- 2021年：麻雀鬥室三決一（第9及10集）

## 音樂錄影帶（Music Video）
- 1996年：長夜動人燦爛（曹永廉）
- 1997年：好朋友（梁漢文）

## 電台節目
- 香港電台第二台：《瘋show快活人》主持（2008年-2011年）
- 香港數碼廣播有限公司：大家「真」風騷[6]
- 香港數碼廣播有限公司：女王頭老襯底
- 香港數碼廣播有限公司：保衛地球大作戰
- 香港數碼廣播有限公司：寵愛有家